# Andriej Subbotin
Andriej Nikołajewicz Subbotin (ros. Андрей Николаевич Субботин; ur. 1 lutego 1973 w Tomsku) – rosyjski hokeista, reprezentant Rosji.
Jego brat Dmitrij (ur. 1977) także został hokeistą.

## Kariera klubowa
- Awtomobilist Swierdłowsk (1989-1991)
  -  CSKA Moskwa (1991)
  -  CSKA 2 Moskwa (1991)
- Awtomobilist Swierdłowsk (1991/1992)
- Mietałłurg Sierow (1991/1992, 1992/1993)
- Awtomobilist Jekaterynburg (1992-1995)
- Awtomobilist 2 Jekaterynburg (1993/1994)
- Awangard Omsk (1995-2003)
- Awangard 2 Omsk (1996/1997)
- Awangard-WDW Omsk (1999/2000)
- Sibir Nowosybirsk (2003-2004)
- Awangard Omsk (2004)
- Sibir Nowosybirsk (2004-2008)
- Awtomobilist Jekaterynburg (2008-2012)
  -  Łokomotiw Jarosław (2011)
- Nieftiechimik Niżniekamsk (2012-2013)
- Kubań Krasnodar (2014)

Wychowanek Kiedra Tomsk. W barwach ZSRR uczestniczył w turnieju mistrzostw Europy juniorów do lat 18 edycji 1991. W sezonie 2002/2003 grał w kadrze seniorskiej Rosji.
Do 2013 zawodnik Nieftiechimika Niżniekamsk. Od połowy stycznia 2014 zawodnik Kubania Krasnodar.
12 grudnia 2011 rozegrał spotkanie numer 1000 w rozgrywkach hokejowych o Mistrzostwo Rosji. Dokonał tego w 22. sezonie i jako pierwszy zawodnik w historii (jako drugi Witalij Proszkin 24 stycznia 2012, jako trzeci Aleksiej Troszczinski 20 lutego 2012).

## Sukcesy
Reprezentacyjne
- Srebrny medal mistrzostw Europy juniorów do lat 18: 1991

Klubowe
- Brązowy medal mistrzostw Rosji: 1996 z Awangardem, 2011 z Łokomotiwem

Indywidualne
- Superliga rosyjska w hokeju na lodzie (2002/2003): Nagroda Żelazny Człowiek - najwięcej rozegranych meczów w ostatnich trzech sezonach (179)
- KHL (2011/2012): Nagroda za Wierność Hokejowi (jako pierwszy rozegrał 1000 spotkań w rozgrywkach hokejowych o Mistrzostwo Rosji)